# Castillo de Benal
El castillo de Benal (también conocido como castillo de Benar, Beñal o Venal) es una fortaleza omañesa situada en la localidad de El Castillo, perteneciente al municipio de Riello en la Provincia de León.

## Arquitectura
Posee una planta triangular, probablemente dictada por la topografía de la colina sobre la que se ubica, y de la que solo existe otro ejemplo en España. Su torreón era
un prisma trapezoidal con muros de mampostería y argamasa. Permanecen aún en pie la torre del homenaje y algunos muros. Se está estudiando su posible cesión al ayuntamiento de Riello como primer paso para su restauración y acondicionamiento para visitas.

## Historia
El castillo está ubicado sobre un antiguo castro, parte de las fortificaciones romanas construidas para supervisar las explotaciones auríferas en Omaña hasta el siglo III. Aparece como «castro de Benal» en un documento de 1366, en el que Enrique II de Trastámara se lo concede a Juan González Bazán. Diego Fernández Quiñones lo heredó de su padre nueve años más tarde, por lo que se lo considera como la primera fortaleza patrimonial de la casa de Quiñones. Fue reparado y reconstruido por Diego Fernández de Quiñones, primer conde de Luna en el siglo XV, que lo utilizó para consolidar su dominio sobre los concejos omañeses. Funcionó como cárcel en dos ocasiones, de 1486 a 1492 y durante el siglo XIX, tras su segunda reforma en el siglo XVIII. A fines del siglo XIX se destruyó el castillo y sus materiales se emplearon para pavimentar la carretera adyacente.